# عادل ادهم
عادِل اَدهَم (عربی: عادل أدهم) یکی از معروف‌ترین بازیگران اهل کشور مصر بود. شهرت وی به خاطر بازی در نقش‌های خبیث و چند بعدی بود. مادر این بازیگر نیمه ترکیه‌ای بود.